# Ride Him, Cowboy

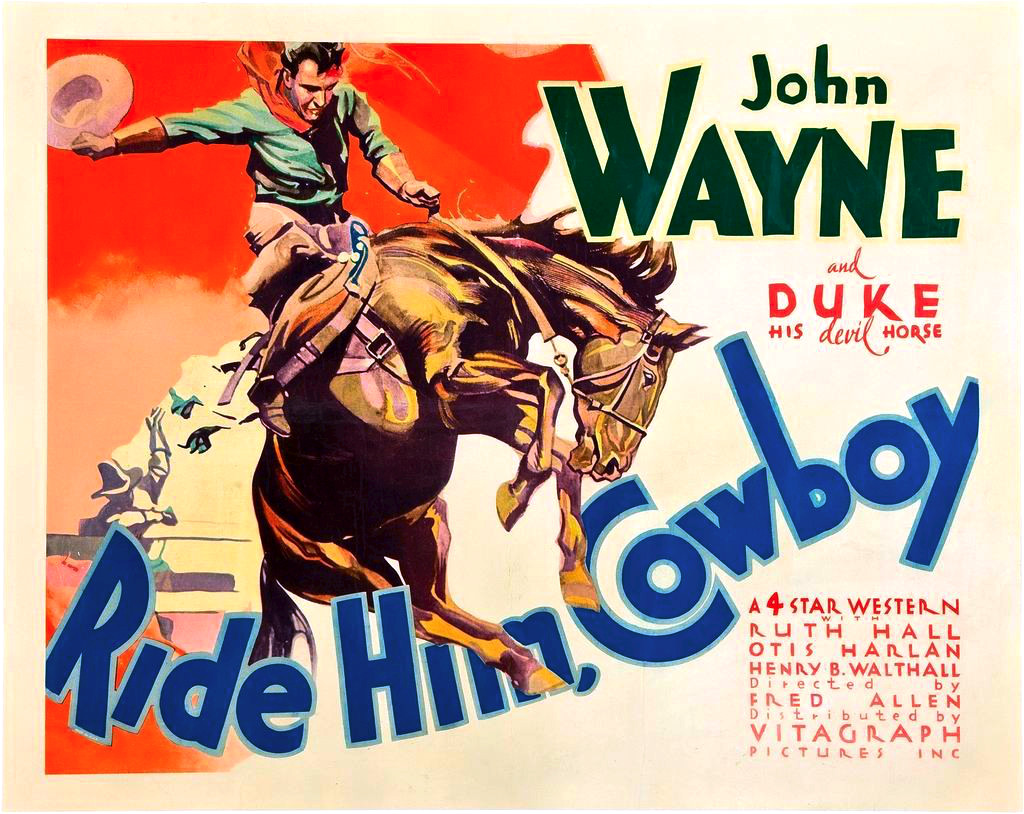
Poster del film "Ride him, Cowboy"

Ride Him, Cowboy è un film del 1932 diretto da Fred Allen.
È un film western statunitense con John Wayne e Ruth Hall. È basato sul romanzo del 1923 Ride Him Cowboy di Kenneth Perkins.
Ride Him, Cowboy è il remake di The Unknown Cavalier del 1926 di Albert S. Rogell.

## Produzione
Il film, diretto da Fred Allen su una sceneggiatura di Scott Mason con il soggetto di Kenneth Perkins (autore del romanzo), fu prodotto da Leon Schlesinger e Albert S. Rogell  per la Warner Bros. Pictures.

## Distribuzione
Il film fu distribuito negli Stati Uniti dal 23 agosto 1932 al cinema dalla Warner Bros. Pictures.
Alcune delle uscite internazionali sono state:
- nel Regno Unito nel gennaio del 1933 (The Hawk)
- in Svezia l'11 febbraio 1933 (Ryttaren från Texas)
- in Finlandia il 27 agosto 1933
- nei Paesi Bassi il 22 settembre 1933 (Houd vol cowboy)
- in Germania (Der Falke)
- in Grecia (Ektelestikon apospasma)
- in Brasile (Pena de Talião)

## Promozione
La tagline presente sul poster della locandina di una redistribuzione del 1939 è: "YIPEE! Here Come The Ridin', Fightin' King of the Range!".